# Liste der Biografien/Muller, U
Liste der Biografien |
Portal Biografien |
U Personensuche
# |
A |
B |
C |
D |
E |
F |
G |
H |
I |
J |
K |
L |
M |
N |
O |
P |
Q |
R |
S |
T |
U |
V |
W |
X |
Y |
Z |
?
 
Ma |
Mb |
Mc |
Md |
Me |
Mf |
Mg |
Mh |
Mi |
Mj |
Mk |
Ml |
Mm |
Mn |
Mo |
Mp |
Mq |
Mr |
Ms |
Mt |
Mu |
Mv |
Mw |
Mx |
My |
Mz
 
Mua |
Mub |
Muc |
Mud |
Mue |
Muf |
Mug |
Muh |
Mui |
Muj |
Muk |
Mul |
Mum |
Mun |
Muo |
Mup |
Muq |
Mur |
Mus |
Mut |
Muu |
Muv |
Muw |
Mux |
Muy |
Muz
 
Mula |
Mulb |
Mulc |
Muld |
Mule |
Mulf |
Mulg |
Mulh |
Muli |
Mulj |
Mulk |
Mull |
Mulm |
Muln |
Mulo |
Mulr |
Muls |
Mult |
Mulu |
Mulv |
Mulw |
Muly |
Mulz
 
Mulla |
Mulle |
Mullg |
Mullh |
Mulli |
Mulln |
Mullo |
Mullr |
Mully
 
Mulled |
Mullej |
Mullem |
Mullen |
Muller |
Mulles |
Mulley
 
Muller, A |
Muller, B |
Muller, C |
Muller, D |
Muller, E |
Muller, F |
Muller, G |
Muller, H |
Muller, I |
Muller, J |
Muller, K |
Muller, L |
Muller, M |
Muller, N |
Muller, O |
Muller, P |
Muller, Q |
Muller, R |
Muller, S |
Muller, T |
Muller, U |
Muller, V |
Muller, W |
Muller, X |
Muller, Y |
Muller, Z |
Mullera |
Mullerb |
Mullerh |
Mullerl |
Mullerp |
Mullers |
Mullerw |
Mullery
Die Liste der Biografien führt alle Personen auf, die in der deutschsprachigen Wikipedia einen Artikel haben. Dieses ist eine Teilliste mit 36 Einträgen von Personen, deren Namen mit den Buchstaben „Muller, U“ beginnt.

## Muller, U

### Muller, Ud
- Müller, Udo (1864–1923), deutscher Forstwissenschaftler und Hochschullehrer
- Müller, Udo (1902–1974), deutscher Anwalt, Präsident des Landgerichts Dessau-Roßlau und Ministerialbeamter
- Müller, Udo (1943–2001), deutscher Jurist
- Müller, Udo (* 1959), deutscher Wirtschaftsinformatiker und Hochschullehrer
- Müller, Udo Reinhard (* 1948), deutscher Strömungsmechaniker und Hochschullehrer

### Muller, Ue
- Müller, Ueli (* 1952), Schweizer Radrennfahrer

### Muller, Ul
- Müller, Ulfrid (1929–2019), deutscher Architekt und Denkmalpfleger
- Müller, Ulrich (1526–1584), deutsch-österreichischer Ordensgeistlicher, Abt des Stiftes Heiligenkreuz
- Müller, Ulrich (1929–2022), deutscher Verwaltungsjurist und Ministerialbeamter
- Müller, Ulrich (* 1940), deutscher Chemiker
- Müller, Ulrich (1940–2012), deutsch-österreichischer Mediävist und Hochschullehrer
- Müller, Ulrich (* 1942), deutscher Historiker
- Müller, Ulrich (* 1944), deutscher Politiker (CDU), MdL
- Müller, Ulrich (* 1956), deutscher Sachbuchautor
- Müller, Ulrich (* 1960), deutscher Erziehungswissenschaftler
- Müller, Ulrich (* 1963), deutscher Archäologe
- Müller, Ulrich B. (1938–2023), deutscher evangelischer Theologe
- Müller, Ulrich Gaudenz (1922–2005), Schweizer Computerlinguist
- Müller, Ulrich Konrad (* 1955), deutscher Historiker und Jurist
- Müller, Ulrike (* 1953), deutsche Autorin, Literatur- und Kulturwissenschaftlerin
- Müller, Ulrike (* 1962), deutsche Politikerin (Freie Wähler), MdEPUlrike Müller (* 1962)

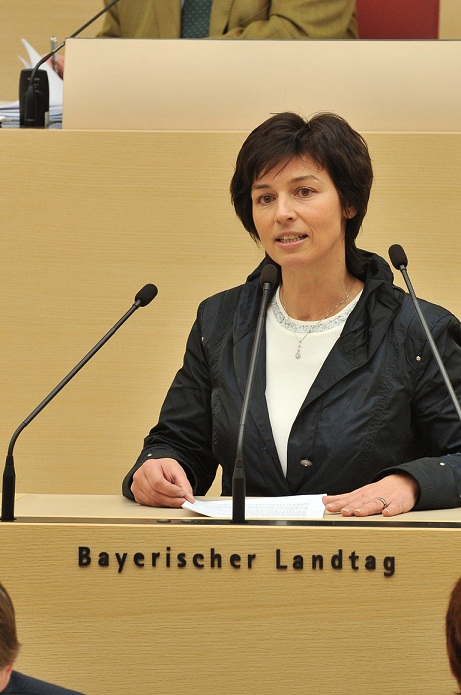
Ulrike Müller (* 1962)

- Müller, Ulrike (* 1968), deutsche Richterin am Bundesgerichtshof und am Bayerischen Verfassungsgerichtshof
- Müller, Ulrike (* 1971), österreichische bildende Künstlerin
- Müller, Ulrike (* 1981), deutsche Theaterregisseurin, Autorin und Schauspielerin

### Muller, Ur
- Müller, Ursula (1911–2014), deutsche Leichtathletin und Handballspielerin
- Müller, Ursula (1926–2019), deutsche Journalistin
- Müller, Ursula (* 1933), deutsche Aktivistin in der Neonaziszene
- Müller, Ursula Brigitte (* 1957), deutsche Diplomatin
- Müller, Ursula G. T. (* 1944), deutsche Soziologin und Feministin, frühere Frauenbeauftragte der Stadt Hannover und Staatssekretärin der Landesregierung Schleswig-Holstein

### Muller, Ut
- Müller, Uta-Brigitte (* 1946), deutsche Politikerin (SPD), MdL
- Müller, Utz-Jürgen (* 1936), deutscher Gebrauchsgrafiker

### Muller, Uw
- Müller, Uwe (* 1957), deutscher Volkswirt, Journalist und Autor
- Müller, Uwe (* 1960), deutscher Autor
- Müller, Uwe (* 1963), deutscher Fußballtorwart
- Müller, Uwe (* 1963), deutscher Fußballspieler
- Müller, Uwe (* 1968), österreichischer Skeletonsportler